# 21445 Pegconnolly
A 21445 Pegconnolly (ideiglenes jelöléssel 1998 HG17) a Naprendszer kisbolygóövében található aszteroida. A LINEAR projekt keretében fedezték fel 1998. április 18-án.